# 하이파이브 (텔레비전 프로그램)
〈하이파이브〉는 2007년 5월 6일부터 2008년 5월 18일까지 KBS 2TV에서 방송된 《해피선데이》의 코너 중 하나이다.

## 개요
- 방송 시간 : 일요일 오후 5시 30분 (KBS 2TV)
- 출연자
  - 지석진 : 유일한 남성 출연자.
  - 조혜련
  - 현영
  - 이정민
  - 박경림
  - 채연
- 이전 출연자
  - 이경실
  - 옥주현
  - 정선희
  - 강수정
  - 심은진
  - 홍수아
  - 이혜영
  - 최여진
  - 이소연
  - 전혜빈
  - 정선경
  - 신정환
  - 김종민
  - 이정
  - 김민선
  - 정려원
  - 신지
  - 이승기

## 역사
- 2007년 5월 6일 : 〈하이파이브〉 첫 방송.
- 2007년 11월 4일 : 직업 체험 중 경찰관 편에서 배우 김민선이 하차하고 이정민 아나운서가 투입되었다.
- 2008년 5월 18일 : 54회 방송을 끝으로 종영.

## 기타

### 하이 파이브

#### 멤버 변천사
- 1기 : 지석진, 조혜련, 정선희, 이혜영, 현영, 이소연, 전혜빈, 정선경 (2007년)
- 2기 : 지석진, 조혜련, 박경림, 현영, 김민선, 채연 (2007년)
- 3기 : 지석진, 조혜련, 박경림, 이정민, 현영, 채연 (2007년 ~ 2008년)

남성 멤버
- 신정환 (2007)
- 김종민 (2007)
- 이정 (2007)

#### 역대 게임
-   - 게임규칙:남자 연예인을 초청해 여걸 전원이 그림을 릴레이로 그려 그림이 무엇인지 남자출연자가 맞힌다.

만약에 남자 출연자가 틀리면 여걸들이 인공비를 맞게 된다. 인공비를 맞기 전에 여걸들의 의자가 움직이는데,
이 때 여걸들은 우산이 나오면 재빨리 붙잡아서 비를 피하면 된다.(중반기에는 두 개 우산이 있는데, 하나는 찢어진 우산이 있다)
그 뒤, 남자 출연자가 그림을 그리고 여걸들이 맞히는 형식도 신설되었다. 마지막 문제에서는 남자 게스트가 여걸 한 사람과 자리를 바꾸는 시간이 있으며,
정답을 맞히는 여걸 출연자가 틀리면 전원이 우산 없이 인공비를 맞는다.
- 잡아라 쥐돌이 (2007)
  - 게임규칙:여걸 6에서 했던 게임으로, 쥐를 잡자 쥐를 잡자라고 말한 다음에 5마리 이하의 수를 말한다.

만약에 2마리라고 외쳤다면, 잡았다 놓쳤다 중에 선택해서 동작을 하면 된다.
잡았다 동작은 양손으로 오무렸다 폈다 동작을 하면 되고, 놓쳤다는 손으로 이마를 때리는 동작을 하면 된다.
중간에 마리수가 다 떨어지면 다시 한 사람이 마리수를 제시하고 계속 게임을 진행하다
중간에 고양이라고 말하면, 출연자 전원이 야옹이라고 한 다음 다시 한 사람이 마리수를 외치고 계속 진행한다.
계속 진행을 하다가 동작을 틀리거나, 박자를 놓친 사람은 벌칙을 받게 된다.
- 단결 디비디비 딥 (2007)
  - 게임규칙:마스터를 상대로 출연자들이 버티는 게임. 도입부에 '우주선에서 외계인이 내려와 하는 말'이라는 노래가 많은 사람들에게 인상을 남겼다. 3가지 동작 중 마스터와 같은 동작을 하면 패배한다. 제한 시간 60초 안에 출연자들이 버티면 이기고, 그렇지 않으면 마스터가 이기게 된다. 마스터의 정체는 개그맨 이상호였다.

- 3.2.1 합창단 (2007)
  - 게임규칙:해피투게더의 쟁반노래방 형식과 유사하나, 다른 점이 있다면, 쟁반노래방은 동요를 주로 했다면, 3.2.1 합창단은 가요 쪽을 주로 했다.

규칙은 2팀으로 나누어서 대결을 하며, 1팀 씩 다른 곡에 도전한다. 합창부분에서는 다같이 부르고, 독창부분에서는 임의로 한 사람을 제작진이 지정한다.
지목된 사람이 가사를 틀리면, 바람 벌칙을 받는다. 가장 빨리 성공한 팀이 승리한다.

## 시청률

### 2007년
| 회차 | 방송 일자        | 전국 시청률(증감치) |
| ---- | ---------------- | ------------------- |
| 1    | 2007년 5월 6일   | 10.2%               |
| 2    | 2007년 5월 13일  | 10.1%(-0.1)         |
| 3    | 2007년 5월 20일  | 10.7%(+0.6)         |
| 4    | 2007년 5월 27일  | 11.4%(+0.7)         |
| 5    | 2007년 6월 10일  | 9.0%(-2.4)          |
| 6    | 2007년 6월 17일  | 10.4%(+1.4)         |
| 7    | 2007년 6월 24일  | 11.0%(+0.6)         |
| 8    | 2007년 7월 1일   | 13.4%(+2.4)         |
| 9    | 2007년 7월 8일   | 15.5%(+2.1)         |
| 10   | 2007년 7월 15일  | 11.4%(-4.1)         |
| 11   | 2007년 7월 22일  | 4.2%(-7.2)          |
| 12   | 2007년 7월 29일  | 9.2%(+5.0)          |
| 13   | 2007년 8월 5일   | 10.3%(+1.1)         |
| 14   | 2007년 8월 12일  | 9.8%(-0.5)          |
| 15   | 2007년 8월 19일  | 10.0%(+0.2)         |
| 16   | 2007년 8월 26일  | 9.4%(-0.6)          |
| 17   | 2007년 9월 2일   | 9.6%(+0.2)          |
| 18   | 2007년 9월 9일   | 13.4%(+3.8)         |
| 19   | 2007년 9월 16일  | 14.2%(+0.8)         |
| 20   | 2007년 9월 23일  | 9.1%(-5.1)          |
| 21   | 2007년 9월 30일  | 13.0%(+3.9)         |
| 22   | 2007년 10월 7일  | 13.4%(+0.4)         |
| 23   | 2007년 10월 14일 | 10.2%(-3.2)         |
| 24   | 2007년 10월 21일 | 13.8%(+3.6)         |
| 25   | 2007년 10월 28일 | 13.7%(-0.1)         |
| 26   | 2007년 11월 4일  | 15.4%(+1.7)         |
| 27   | 2007년 11월 11일 | 14.2%(-1.2)         |
| 28   | 2007년 11월 18일 | 16.5%(+2.3)         |
| 29   | 2007년 11월 25일 | 13.9%(-2.6)         |
| 30   | 2007년 12월 2일  | 14.2%(+0.3)         |
| 31   | 2007년 12월 9일  | 14.7%(+0.5)         |
| 32   | 2007년 12월 16일 | 14.6%(-0.1)         |
| 33   | 2007년 12월 23일 | 17.3%(+2.7)         |
| 34   | 2007년 12월 30일 | 15.1%(-2.2)         |

| 회차 | 방송 일자        | 전국 시청률(증감치) |
| ---- | ---------------- | ------------------- |
| 1    | 2007년 5월 6일   | 9.5%                |
| 2    | 2007년 5월 13일  | 10.2%(+0.7)         |
| 3    | 2007년 5월 20일  | 10.5%(+0.3)         |
| 4    | 2007년 5월 27일  | 12.0%(+1.5)         |
| 5    | 2007년 6월 10일  | 8.5%(-3.5)          |
| 6    | 2007년 6월 17일  | 9.3%(+0.8)          |
| 7    | 2007년 6월 24일  | 10.3%(+1.0)         |
| 8    | 2007년 7월 1일   | 13.4%(+3.1)         |
| 9    | 2007년 7월 8일   | 14.3%(+0.9)         |
| 10   | 2007년 7월 15일  | 11.5%(-2.8)         |
| 11   | 2007년 7월 22일  | 4.8%(-6.7)          |
| 12   | 2007년 7월 29일  | 9.6%(+4.8)          |
| 13   | 2007년 8월 5일   | 10.3%(+0.7)         |
| 14   | 2007년 8월 12일  | 9.3%(-1.0)          |
| 15   | 2007년 8월 19일  | 10.2%(+0.9)         |
| 16   | 2007년 8월 26일  | 9.0%(-1.2)          |
| 17   | 2007년 9월 2일   | 9.3%(+0.3)          |
| 18   | 2007년 9월 9일   | 11.7%(+2.4)         |
| 19   | 2007년 9월 16일  | 13.3%(+1.6)         |
| 20   | 2007년 9월 23일  | 8.6%(-4.7)          |
| 21   | 2007년 9월 30일  | 12.0%(+3.4)         |
| 22   | 2007년 10월 7일  | 11.6%(-0.4)         |
| 23   | 2007년 10월 14일 | 8.3%(-3.3)          |
| 24   | 2007년 10월 21일 | 12.2%(+3.9)         |
| 25   | 2007년 10월 28일 | 12.3%(+0.1)         |
| 26   | 2007년 11월 4일  | 13.3%(+1.0)         |
| 27   | 2007년 11월 11일 | 12.6%(-0.7)         |
| 28   | 2007년 11월 18일 | 14.5%(+1.9)         |
| 29   | 2007년 11월 25일 | 13.2%(-1.3)         |
| 30   | 2007년 12월 2일  | 13.5%(+0.3)         |
| 31   | 2007년 12월 9일  | 13.4%(-0.1)         |
| 32   | 2007년 12월 16일 | 14.3%(+0.9)         |
| 33   | 2007년 12월 23일 | 15.6%(+1.3)         |
| 34   | 2007년 12월 30일 | 14.9%(-0.7)         |

- TNmS와 AGB닐슨 미디어 리서치에서 공개한 표를 바탕으로 작성한 시청률이다. 빨간색 글씨는 최고 시청률, 파란색 글씨는 최저 시청률을 나타낸다.

### 2008년
| 회차 | 방송 일자       | 전국 시청률(증감치) |
| ---- | --------------- | ------------------- |
| 35   | 2008년 1월 6일  | 14.3%(-0.8)         |
| 36   | 2008년 1월 13일 | 14.8%(+0.5)         |
| 37   | 2008년 1월 20일 | 17.1%(+2.3)         |
| 38   | 2008년 1월 27일 | 13.7%(-3.4)         |
| 39   | 2008년 2월 3일  | 15.2%(+1.7)         |
| 40   | 2008년 2월 10일 | 13.0%(-2.2)         |
| 41   | 2008년 2월 17일 | 11.0%(-2.0)         |
| 42   | 2008년 2월 24일 | 12.4%(+1.4)         |
| 43   | 2008년 3월 2일  | 13.0%(+0.6)         |
| 44   | 2008년 3월 9일  | 11.6%(-1.4)         |
| 45   | 2008년 3월 16일 | 11.6%(0)            |
| 46   | 2008년 3월 23일 | 11.5%(-0.1)         |
| 47   | 2008년 3월 30일 | 13.0%(+1.5)         |
| 48   | 2008년 4월 6일  | 12.3%(-0.7)         |
| 49   | 2008년 4월 13일 | 11.1%(-1.2)         |
| 50   | 2008년 4월 20일 | 7.6%(-3.5)          |
| 51   | 2008년 4월 27일 | 11.3%(+3.7)         |
| 52   | 2008년 5월 4일  | 9.1%(-2.2)          |
| 53   | 2008년 5월 11일 | 9.0%(-0.1)          |
| 54   | 2008년 5월 18일 | 11.2%(+2.2)         |

| 회차 | 방송 일자       | 전국 시청률(증감치) |
| ---- | --------------- | ------------------- |
| 35   | 2008년 1월 6일  | 12.8%(-2.1)         |
| 36   | 2008년 1월 13일 | 13.9%(+1.1)         |
| 37   | 2008년 1월 20일 | 15.1%(+1.2)         |
| 38   | 2008년 1월 27일 | 13.6%(-1.5)         |
| 39   | 2008년 2월 3일  | 13.6%(0)            |
| 40   | 2008년 2월 10일 | 12.0%(-1.6)         |
| 41   | 2008년 2월 17일 | 10.4%(-1.6)         |
| 42   | 2008년 2월 24일 | 11.3%(+0.9)         |
| 43   | 2008년 3월 2일  | 11.2%(-0.1)         |
| 44   | 2008년 3월 9일  | 11.8%(+0.6)         |
| 45   | 2008년 3월 16일 | 11.3%(-0.5)         |
| 46   | 2008년 3월 23일 | 10.7%(-0.6)         |
| 47   | 2008년 3월 30일 | 12.0%(+1.3)         |
| 48   | 2008년 4월 6일  | 11.4%(-0.6)         |
| 49   | 2008년 4월 13일 | 10.6%(-0.8)         |
| 50   | 2008년 4월 20일 | 6.9%(-3.7)          |
| 51   | 2008년 4월 27일 | 10.0%(+3.1)         |
| 52   | 2008년 5월 4일  | 7.8%(-2.2)          |
| 53   | 2008년 5월 11일 | 10.2%(+2.4)         |
| 54   | 2008년 5월 18일 | 10.2%(0)            |

- TNmS와 AGB닐슨 미디어 리서치에서 공개한 표를 바탕으로 작성한 시청률이다. 빨간색 글씨는 최고 시청률, 파란색 글씨는 최저 시청률을 나타낸다.

## 경쟁 프로그램
- 일요일이 좋다
  - 기적의 승부사 (경쟁 프로그램)
  - 사돈 처음뵙겠습니다 (2부 프로그램)
  - 체인지 (3부 프로그램)

- 해피선데이
  - 1박 2일 (2부 프로그램)
  - 불후의 명곡 (3부 프로그램)

- 일밤
  - 우리 결혼했어요 (경쟁 프로그램)
  - 고수가 왔다 (2부 프로그램)

## 같이 보기
- 여걸파이브
- 여걸식스